# Pericentrophorus minimus
Pericentrophorus minimus è un pesce osseo estinto, appartenente ai semionotiformi. Visse nel Triassico inferiore (circa 250 milioni di anni fa) e i suoi resti fossili sono stati ritrovati in Germania. 

## Descrizione
Questo pesce era di dimensioni molto piccole, e di rado raggiungeva la lunghezza di 5 centimetri. Il corpo era snello e la testa relativamente allungata, con un muso abbastanza appuntito e gli occhi grandi. I denti erano molto piccoli. La pinna dorsale era appuntita e di forma triangolare con una base larga, e si trovava nella parte posteriore del corpo. La pinna anale, piuttosto simile a quella dorsale per forma e dimensioni, si trovava sostanzialmente in posizione speculare a quella dorsale. Le pinne pelviche e quelle pettorali erano piuttosto grandi. Pericentrophorus aveva un corpo completamente ricoperto di scaglie rivestite di ganoina; queste erano quadrangolari e divenivano sempre più grandi nella zona lungo i fianchi. 

## Classificazione
Pericentrophorus minimus venne descritto per la prima volta nel 1969, sulla base di resti fossili ritrovati nella zona di Karlsruhe in Germania. Pericentrophorus è considerato un rappresentante dei semionotiformi, un gruppo di pesci tipici del Mesozoico, ritenuti vicini all'origine dei lepisostei attuali. La posizione sistematica di Pericentrophorus all'interno del gruppo non è chiara, anche se potrebbe essere imparentato con l'assai simile ma più antico Acentrophorus. 

## Paleoecologia
Questo piccolo pesce probabilmente si nutriva di piccoli crostacei, di vermi e di altri minuscoli animali marini.